# Couvent de Wonnenstein

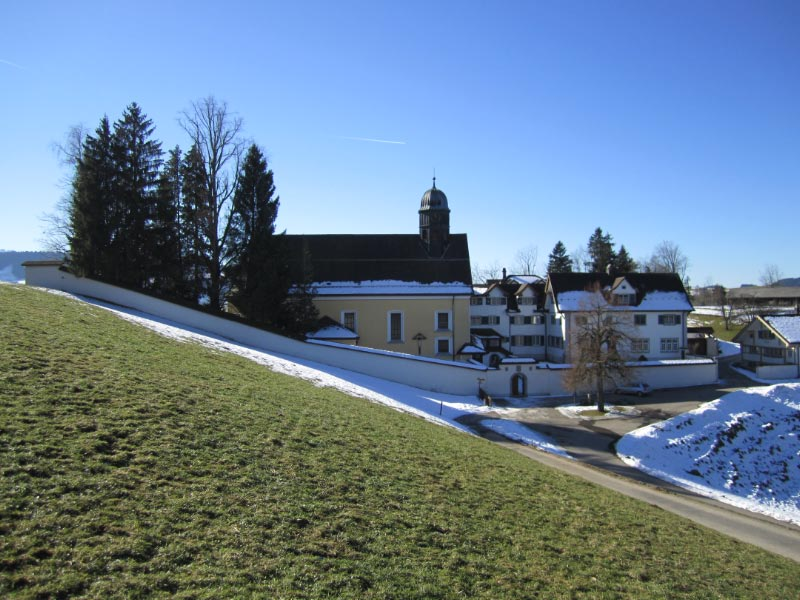
Le monastère

Le couvent de Wonnenstein, également connu sous le nom de monastère de Mariä Rosengarten, est un monastère capucin situé comme une exclave d'Appenzell Rhodes-Extérieures-Intérieures dans la région de la municipalité de Teufen (canton d'Appenzell Rhodes-Extérieures). 
Il a été fondé en tant que béguinage en 1379 et a adopté la réforme capucine vers 1590. Après la division d'Appenzell en 1597, l'appartenance territoriale de Wonnenstein fut controversée jusqu'à ce qu'un décret fédéral de 1870 stipule que toutes les zones à l'intérieur des murs du monastère appartiennent à Appenzell Rhodes-Intérieures. Là, il est affecté au district de Schlatt-Haslen. Le monastère et l'église ont été reconstruits en 1687. Une autre exclave d'Appenzell Rhodes-Intérieures dans le canton d'Appenzell Rhodes-Extérieures est le monastère de Grimmenstein. 
Les effectifs du couvent sont passés de 21 en 1616 à 11 en 2000, avec un pic à 47 avant la seconde guerre mondiale. Le monastère a possédé une filiale à Jakobsbad de 1851 à 1916.

## Littérature
- (de) Cet article est partiellement ou en totalité issu de l’article de Wikipédia en allemand intitulé « Kloster Wonnenstein » (voir la liste des auteurs).
- (de) Rainald Fischer, Die Kunstdenkmäler des Kantons Appenzell Innerrhoden. Das Innere Land: Kloster Mariä Rosengarten Wonnenstein, Basel, Birkhäuser AG, coll. « Die Kunstdenkmäler der Schweiz » (no 74), 1984 (ISBN 3-7643-1629-2, lire en ligne), p. 538–556.